# 2 of Amerikaz Most Wanted
Singles de 2Pac
California Love
(1995) How Do U Want It
(1996)
Pistes de All Eyez on Me
How Do U Want It No More Pain
2 of Amerikaz Most Wanted est une chanson hip-hop interprétée par 2Pac et Snoop Dogg. Le morceau a été coécrit et produit par Daz Dillinger et figure sur le quatrième album de 2Pac, All Eyez on Me, ainsi que sur l'album posthume Greatest Hits, sorti en 1998.
D'abord édité comme morceau promotionnel, puis, le 7 mai 1996, comme deuxième single extrait de l'album après California Love, 2 of Amerikaz Most Wanted a atteint la quarante-sixième place du Hot R&B/Hip-Hop Airplay.

## Contenu
Un des vers de la chanson (Sho nuff, I keep my hand on my gun, cuz they got me on the run) est une référence à The Message de Grandmaster Flash (Keep my hand on my gun, cause they got me on the run).
Un autre passage,
It's like cuz, blood, gangbangin

Everybody in the party doin dope slangin

You got to have papers in this world

You might get your first snatch, before your eyes swerl

Ya doing ya job, every day

And then you work so hard till ya hair turn gray
fait référence à RadioActivity Rapp de MC Fosty & Lovin' C, morceau lui-même influencé par Radio Activity de Cashflow.

## Remixet hommage
Un remix de la chanson figure sur l'album Nu-Mixx Klazzics (2003) reprenant des classiques de 2Pac.
Snoop Dogg et Dr. Dre ont interprété 2 of Amerikaz Most Wanted lors de la tournée Up in Smoke Tour, en 2000 en hommage à 2Pac. Lors du refrain Snoop Dogg demandait au public : « Say, 2Pac. Say we love you. Say we miss you. »

## Clip
Le clip a été réalisé par Gobi M. Rahimi, cinq mois avant la mort de 2Pac. (aux alentours du 6 Avril 1996)
Le prélude de la chanson met en scène des sosies de Biggie Smalls (« Piggie ») et Puff Daddy (« Buff Daddy ») se congratulant après la fusillade dont 2Pac fut victime le 30 novembre 1994 à New York. 2Pac fait soudainement irruption, Piggie s'étonne « 'Pac, tu es vivant ? Je veux dire, tu vas bien ? » (« Pac, you alive? I mean, you safe? »), rappelant une scène du film Scarface où Tony Montana tue son mentor qui l'a trahi. De nombreux fans de rap considèrent ce passage comme outrageant en raison du ton ironique de 2Pac lorsqu'il déclare « Je ne vais pas te tuer, Pig » (« I ain't gonna kill you, Pig ») puis « Une fois qu'on est potes, on reste potes » (« Once we're homeboys, we're always homeboys »). Une version non censurée du clip montre les gardes du corps de 2Pac sortant des pistolets de leur veste, prêts à tirer, alors que dans la version officielle, 2Pac sort une cigarette de sa poche, l'allume, dit à Piggie et Buff Daddy « Ne me remerciez pas » (« Don't thank me ») puis la scène s'interrompt brusquement.
Se succèdent ensuite des scènes de fête (gangsta party) et de comparution au tribunal de 2Pac et Snoop Dogg (2Pac était sorti de prison quelques mois plus tôt et Snoop Dogg avait été lavé des accusations de meurtre dont il faisait l'objet). Tha Dogg Pound et Nate Dogg font une apparition dans le clip.
Selon certaines théories, ce serait ce clip, ainsi que celui de Hit 'Em Up, réalisé le mois suivant (en Mai 96), qui auraient conduit à la fameuse fusillade contre 2Pac à Las Vegas, le 7 Septembre 1996, et à sa mort six jours plus tard, le 13 Septembre 1996.

## Personnel
- Ingénieur du son : Dave Aron
- Assistant ingénieur : Alvin McGill
- Mixage : David Blake
- Voix : 2Pac & Snoop Dogg